# Lex Karamoy
Johan Alexander (Lex) Karamoy (Makassar, 8 oktober 1925 - Jakarta, 11 augustus 2012) was een Nederlands-Indonesische tennisser. Hij werd drie keer tenniskampioen van Nederland: in 1953, 1956 en 1959.

## Loopbaan
Karamoy ging na de Tweede Wereldoorlog in Nederland studeren. Hij studeerde medicijnen in Leiden, maar was vooral geïnteresseerd in tennis. Daarnaast speelde hij tafeltennis en volleybal. Ondanks zijn kleine gestalte had hij een enorme sprongkracht. In het tennis was hij vooral bekend vanwege zijn creatieve spintechniek. Karamoy werd in de jaren 50 drie keer tenniskampioen van Nederland. In 1964 ging hij terug naar Indonesië (Manado), waar hij tussen 1965 en 1975 acht keer de Panglima Cup won. In de jaren 80 was hij tenniscoach in Jakarta, waar hij onder meer het Davis Cup team leidde.